# 트리거해피
트리거해피(Mad Dog Time)는 미국에서 제작된 래리 비솝 감독의 1996년 코미디, 범죄, 드라마 영화이다. 엘렌 바킨 등이 주연으로 출연하였고 주디스 제임스 등이 제작에 참여하였다.

## 출연

### 주연
- 엘렌 바킨
- 가브리엘 번
- 리차드 드레이퓨즈
- 제프 골드브럼
- 다이안 레인

### 조연
- 래리 비솝
- 그레고리 하인즈
- 카일 맥라클란
- 버트 레이놀즈

## 제작진
- 공동제작: 래리 비솝
- 미술: 디나 립튼
- 의상: 아이린 멜처
- 배역: 에이미 라이버먼